# Децим Юній Брут Альбін (претор 44 року до н. е.)
Децім Юній Брут Альбін (лат. Decimus Junius Brutus Albinus; близько 84 рік до н. е. — 43 рік до н. е.) — римський політик і воєначальник, легат Юлія Цезаря під час Галльської і Громадянської воєн. Відомий як співучасник вбивства Юлія Цезаря.

## Походження
Його батьком був Децим Юній Брут консул 77 року до н. е., матір'ю — Постумія, донька Авла Постумія Альбіна, консула 99 року до н. е. Децим Юній Брут Альбін був далеким родичем Юлія Цезаря. Децим Брут був усиновлений дядею  Авлом Постумієм Альбіном, монетарієм 81 року до н. е. для входження у стан патриціїв. При цьому однак, зберіг своє родове ім'я, додавши до нього лише агномен Альбін.

## Військова служба
Під час Галльської війни Децим Брут був  легатом Цезаря. У ході війни з венетами у 56 р. до н. е. у Бретані був призначений командувачем флоту. У морському бої при Морбіані римський флот під його командуванням розгромив флот венетів.
Під час Громадянської війни Децим Брут знову воював під командуванням Цезаря. В ході війни на нього знову були покладені функції флотоводця. Для того, щоб відрізати Помпея від його легіонів в Іспанії, Цезар наказав Дециму Бруту організувати морську блокаду грецької колонії Массілії (нині Марсель). Протягом 30 днів Децим Брут побудував з нуля флот і забезпечив капітуляцію Массілії.

## Проти Цезаря
Цезар повернувся в Рим після остаточної перемоги над республіканцями в битві при Мунді. Децим Брут вступив проти нього в змову, організовану Марком Юнієм Брутом. Однак, Цезар нічого не підозрюючи продовжував довіряти Дециму Бруту і навіть згадав його у своєму заповіті. Про мотиви вступу у змову Децима Брута нічого невідомо.
У 44 році до н. е. Децим Брут отримав посаду претора і в цьому ж році був призначений намісником Цизальпійської Галлії.
У березневі іди (15 березня) 44 року до н. е. Цезар вирішив не відвідувати засідання сенату через стурбованість його дружини  Кальпурнії. Однак, Децим Брут прийшов за ним у його дім і переконав його йти до сенату, незважаючи на стурбованість Кальпурнії. Коли Цезар прибув у театр Помпея на засідання римського сенату, Децим і група змовників напали на нього й убили.

## Битва при Мутиніі смерть Деціма Брута
На наступний день після вбивства вбивці Цезаря були прощені сенатом за ініціативою Марка Антонія. Однак, жителі Риму і легіонери Цезаря вимагали, щоб змовники були покарані. Змовники вирішили перечекати час. Тому Децим Брут скористався своєю посадою претора, щоб бути подалі від Риму. Незабаром ситуація змінилася і змовники стали відчувати небезпеку для свого життя. На початку 43 року до н. е. Децим Брут поспішив у  Цизальпійську Галію і там став набирати легіонерів до війська. Децим отримав наказ від Сенату здати провінцію Марку Антонію, але він йому не підкорився. Це була провокація, на яку Антоній поспішив відповісти. У ситуації Антонія, який стояв на краю загибелі, а також був не в пошані серед народу, перемога над Децимом Брутом означала повернення домінуючого положення і встановлення контролю над стратегічно важливою провінцією.
У 43 році до н. е. Децим Брут зайняв Мутину, яка могла витримати тривалу облогу. Антоній блокував сили Децима Брута в намірі виснажити їх голодом.
Тим не менш, консули того року Авл Гірцій і Гай Вібій Панса Цетроніан пройшли з півночі, щоб зняти облогу. Сенат, натхненний Цицероном, оголосив Антонія ворогом і наказав консулам його атакувати. Дев'ятнадцятирічний спадкоємець Цезаря — Октавіан, що отримав посаду пропретора, супроводжував Гая Панса на півночі. Перше зіткнення сталося 14 квітня в битві при Форум Галлорумі. У результаті битви Антоній розбив сили Октавіана і Гая Панси, який отримав смертельні рани. Тим не менш 21 квітня у битві при Мутині Антоній зазнав поразки. У ході битви загинув Авл Гірцій. Після цієї битви Антоній відступив.
Після того, як облога була знята, Децим Брут стримано віддячив Октавіану за порятунок. Децим Брут отримав наказ вести війну проти Антонія, але більшість його солдатів перейшли на бік Октавіана. Його становище погіршувалося з кожним днем, тому Децим Брут покинув Італії, залишивши свої легіони. Він намагався дістатися до Македонії, де знаходилися Марк Юній Брут і Гай Кассій Лонгін, але був полонений секванами (галльським племенем, лояльним до Марка Антонія) і був ними убитий за наказом Антонія. Таким чином Децим Брут був перший серед змовників проти Цезаря, що заплатив за заколот своїм життям.